# ガチャピン・ムックのパジャマDEナイト
『ガチャピン・ムックのパジャマDEナイト』（ガチャピン・ムックのパジャマでナイト）は、2008年9月29日から2010年3月29日までニッポン放送で放送されていたバラエティ番組である。

## 概要
フジテレビの『ひらけ!ポンキッキ』とその後継番組群で朝の顔を務めているガチャピンとムックをパーソナリティに起用した夜のラジオ番組。その名の通り、幼児の就寝時間に合わせて放送されていた。
番組は、子供たちが就寝前に聴きたいと思う曲のリクエストを受け付けていた。また、ガチャピンとムックが子供たちの名前を読んだ上で「おやすみなさい」の声を掛けるサービスも行っていた。

## 放送時間
いずれも日本標準時。
- 月曜 20:30 - 20:50 （2008年9月29日 - 2009年3月23日） - ネット局：ニッポン放送、ラジオ福島、茨城放送、栃木放送、西日本放送、ラジオ沖縄。
- 月曜 21:00 - 21:20 （2009年4月6日 - 2009年9月14日）
- 月曜 20:30 - 20:50 （2009年10月5日 - 2010年3月29日） - 『ショウアップナイターバッテリー』のコーナー（フロート番組）として放送。ネット局：ニッポン放送、ラジオ福島、北日本放送、東海ラジオ、西日本放送、ラジオ沖縄[2]。